# Попов, Владимир Фёдорович (историк)
Влади́мир Фёдорович Попо́в (27 января 1929, с. Меркуши Частинского района, Уральская область — 14 июня 1992, Пермь) — советский историк, доктор исторических наук (1973), профессор, заслуженный деятель науки РСФСР (1986). Проректор Пермского университета (1975—1992), заместитель председателя комиссии по общественным наукам при Госкомнауке Российской Федерации.

## Биография
Родился в семье служащего. В 1946 году окончил Осинское педучилище, в 1950 году — исторический факультет Молотовского педагогического института.
С 1955 года В. Ф. Попов работал в Молотовском (Пермском) университете, где прошёл путь от ассистента до заведующего кафедрой и первого проректора. В 1959 году защитил кандидатскую диссертацию «Уральские партийные организации в борьбе за электрификацию промышленности и сельского хозяйства в четвёртой пятилетке (1946—1950)».
Доктор исторических наук (1973, диссертация «Деятельность партийных организаций по развитию электроэнергетики Урала (1956—1965)»), профессор (1975). С 13 марта 1973 по март 1975 года — секретарь партийного комитета Пермского университета.
В 1975—1992 годах — проректор по учебной работе ПГУ. С сентября 1982 года заведовал межфакультетской кафедрой истории КПСС. В 1990 году кафедра была переименована в кафедру политической истории, а в 1992 — в кафедру истории Отечества. (После вхождения в состав исторического факультета в 1994 году она получила название кафедры общей отечественной истории).

## Административная деятельность
Организаторские способности В. Ф. Попова в полной мере проявились на должности проректора по учебной работе Пермского университета, особенно в трудное, переломное для страны и вузовского образования время.
В. Ф. Попов был руководителем научной школы по истории XX века, в том числе истории электрификации СССР. Им опубликовано 125 научных работ, под его редакцией и при его участии изданы фундаментальные исследования: «Революционеры Прикамья» (1966), «История Урала» (т. 2) (1977) и др.
Являлся председателем совета по защите кандидатских диссертаций При ПГУ, заместителем председателя комиссии по общественным наукам редакционно-издательского совета при Госкомнауке Российской Федерации.
В. Ф. Попов был организатором, руководителем и участником многих союзных, республиканских научных конференций, членом проблемного совета при Минвузе РСФСР «Научно-технический прогресс и современный мир».
Под его руководством подготовили и защитили кандидатские диссертации 36 аспирантов. Среди его учеников — видные учёные, руководители высших учебных заведений, организаций и предприятий, общественные и политические деятели: ректор Пермского института искусства и культуры Е. А. Малянов, ректор Западно-Уральского института экономики и права Н. М. Сирина и др.
В разные годы В. Ф. Попов избирался депутатом Пермского городского совета и членом правления Пермской областной организации общества «Знание».

## Основные работы
Книги
- Борьба уральских партийных организаций за электрификацию сельского хозяйства в четвёртой пятилетке (1946—1950 гг.). — Пермь, 1959;
- Рабочий командир Василий Сивилев. — Пермь, 1963 (в сер. «Замечательные люди Прикамья»);
- Промышленность Пермской области за пятьдесят лет (1917—1967 гг.). — Пермь, 1967 (в соавт. с П. Н. Тарасенковым);
- Деятельность партийных организаций по развитию электроэнергетики Урала (1956—1965). — Пермь, 1973;
- Развитие промышленности Урала на завершающем этапе создания развитого социализма (1951—1961 гг.): Учеб. пособие по спецкурсу. — Пермь, 1984;
- Очерки истории Пермской областной партийной организации. 2-е изд. — Пермь, 1986 (составитель и редактор);
- Пермской области — 50 лет. — Пермь, 1989. (в соавт. с Р. В. Коминой и И. Н. Новиковой).

Статьи
- Деятельность органов партийно-государственного контроля на Уральских электростанциях // Учен. зап. Пермского ун-та. 1970. № 235.

## Награды
- Орден Трудового Красного Знамени (1981).
- Заслуженный деятель науки РСФСР (1986).